# カジノ管理委員会
カジノ管理委員会（かじのかんりいいんかい、英語: Japan Casino Regulatory Commission、略称：JCRC）は、日本の行政機関のひとつ。
内閣府の外局として、内閣総理大臣の所轄の下に設置される合議制の行政委員会である。

## 沿革
- 2020年（令和2年）1月7日 - 特定複合観光施設区域整備法に基づき、内閣府の外局として「カジノ管理委員会」設置。

### カジノ管理委員会
- 委員長（両議院の同意を得て内閣総理大臣が任命 給与は大臣政務官と同等。）
- 委員（4名 うち2人は非常勤とすることができる いずれも両議院の同意を得て内閣総理大臣が任命）

### 事務局
出典：
- 事務局長
  - 事務局次長
    - 監察官

#### 総務企画部
- 総務課
- 依存対策課
- 企画課
- 公文書監理官

#### 監督調査部
- 監督総括課
- 調査課
- 規制監督課
  - 機器技術監督室
  - 犯罪収益移転防止対策室
- 財務監督課

## 委員長及び委員
- 委員会は、委員長及び委員4人（委員のうち2人は非常勤とすることができる）で構成され、任期は5年[注釈 1]で再任が可能
- 委員長及び委員は、衆・参両議院の同意を得て、内閣総理大臣が任命

### 委員名簿
2025年 (令和7年) 1月7日現在
| 職名          | 氏名     |
| ------------- | -------- |
| 委員長        | 佐藤隆文 |
| 委員 (常勤)   | 北村博文 |
| 委員 (常勤)   | 垣水純一 |
| 委員 (非常勤) | 石川恵子 |
| 委員 (非常勤) | 渡路子   |

### 歴代委員長
| 代 | 氏名     | 在任期間                  | 備考                   |
| -- | -------- | ------------------------- | ---------------------- |
| 1  | 北村道夫 | 2020年1月7日-2025年1月6日 | 元福岡高等検察庁検事長 |
| 2  | 佐藤隆文 | 2025年1月6日-             | 前高松高等検察庁検事長 |

## 事務局幹部職員
2025年 (令和7年) 7月10日現在
| 役職名                  | 氏名     | 前職                             |
| ----------------------- | -------- | -------------------------------- |
| 事務局長                | 嶋田俊之 | カジノ管理委員会次長             |
| 事務局次長              | 原田義久 | カジノ管理委員会監督調査部長     |
| 総務企画部長            | 西野健   | 財務省大臣官房付                 |
| 監督調査部長 (事務取扱) | 原田義久 | (カジノ管理委員会次長が事務取扱) |